# Lokomotiva 311.0
Lokomotivy řady 311.0 byly nákladní parní lokomotivy s vlečným tendrem Československých státních drah, původně dodané Rakovnicko-protivínské dráze a pocházející z let 1875–1876.

## Vznik a výroba
Stroje pozdější řady 311.0 byly vyrobeny v letech 1875 a 1876 pro Rakovnicko-protivínskou dráhu (RPD) v počtu 12 kusů (čísla 201–212). Byly pokračováním zakázky stejných 12 lokomotiv pro státní dráhu Tarnów – Leluchów, konstrukčně navazujících na kategorii IVs společnosti StEG z poslední dodávky. Z celkem 24 strojů prvních 15 vyrobila lokomotivka StEG, 2 kusy dodal Floridsdorf a 7 kusů lokomotivka ve Vídeňském Novém Městě. U Tarnówsko-leluchówské dráhy dostaly lokomotivy řadu BN tⅠ, u RPD řadu BP Ⅰ, k tomu ještě čísla a jména, vesměs podle obcí při tratích. Po převzetí provozu na RPD Císařsko-královskými drahami obdržely v roce 1885 řadu kkStB 37 (3701–12), od roku 1892 byly zařazeny pod řadu 32 kkStB s čísly za haličskými lokomotivami (32.01–12, 32.13–24). Tendry byly označeny řadou 12 kkStB. Po skončení první světové války ještě osm z původních strojů RPD přešlo do majetku ČSD, které je označily jako 311.001–008. Poslední z nich, 311.008, byla vyřazena v roce 1938.

## Technické provedení
Lokomotivy s malými odlišnostmi odpovídaly posledně dodaným strojům IVs StEG (311.1 u ČSD). Rám tříspřežní lokomotivy byl vnitřní, s postranicemi s odlehčovacími výřezy. Nápravy v něm byly uloženy bez možnosti příčného posunu, ve svislém směru byly odpruženy listovými pružnicemi. Válce dvojčitého parního stroje na mokrou páru s předním vedením pístů byly vně rámu, plochá šoupátka i je ovládající výstředníkový Stephensonův kulisový rozvod byly uvnitř rámu. Na druhou, hnací nápravu se výkon přenášel ojnicemi přes dvoupravítkové křižáky. Od vnitřkem kotle ovládaného šoupátkového regulátoru v parojemu vedly přívodní trubky páry skrz dýmnici a z ní vnějškem pod hranatými plechovými kryty k válcům. Kotel, snýtovaný ze tří ocelových prstenců, pracoval s tlakem 10 atmosfér. Topeniště ve skříňovém kotli mělo Beckerovo vyztužení. Vodu dodávala do kotle dvojice nesacích injektorů pod budkou. K plnění vodou za studena sloužila nálevka na třetím prstenci. Kotel už měl jednoduchou armaturní hlavu. Na parojemu byl dvojitý pérový pojistný ventil Ramsbottom-Wohler, druhý pákový běžného provedení byl pod kuželovým krytem na kotli před budkou. Dyšna byla posazená vysoko, s pomocnou dmychavkou. Komín byl kuželový Prüsmannův. Brzda byla původně jen ruční na tendru. Písečník umístěný za parojemem pískoval před druhé - hnací dvojkolí. Budka strojvůdce měla oválná výhledová okna vpřed i do boků.

## Úpravy a přestavby
Lokomotivy u kkStB po roce 1892 dostávaly Ressigův baňatý komín, pojistné ventily byly vyměněny za dvojici pérových na parojemu, odstraněna nálevka na kotli, válcové písečníky nahraženy hranolovými, místo oválných oken budky dosazena obdélníková. Na část strojů byly dosazeny sněhové pluhy, potrubí parního topení nebo spalovač kouře. Lokomotivy čísel 01-12 používané v Haliči v osobní dopravě dostaly i sací brzdu a rychloměr Hausshälter.

## Provoz
Stroje byly využívány především v nákladní dopravě. kkStB ponechala lokomotivy čísel 01-12 v oblasti svého ředitelství Krakov, lokomotivy 13-24 pod ředitelstvím Plzeň. Po roce 1909 jimi postupně byly nahrazovány starší, doslouživší stroje bývalé řady IVs převzaté od StEG v dalších výtopnách, dostaly je tak i další výtopny – Bubny, Brno, České Budějovice, Podmokly.  
Během 1. světové války byly lokomotivy jako neperspektivní uvolněny pro vojenskou dopravu, dva stroje tak po roce 1918 zůstaly u SHS, jeden u FS, tři byly vyřazeny. Šest lokomotiv po válce provozovaly PKP, vyřazeny byly do roku 1926. Dvě lokomotivy Převzaly BBÖ, vyřadily je roku 1925. 
Deset zbylých z původních strojů RPD připadlo ČSD, na řadu 311.0 jich bylo nakonec přeznačeno 8. V té době už byly využívány na posunu a podřadných výkonech, dislokovány byly Bubnech, Pardubicích, Brně-Horních Heršpicích, dočasně i v Meziměstí. Jako poslední byla roku 1938 odstavena 311.008 v Horních Heršpicích.